# BY2-клітини тютюну
Тютюнові клітини BY-2 являють собою ряд клітин рослин, які були виділені з калусу, індукованого з проростку Nicotiana tabacum BY-2 (сорт яскраво-жовтий - 2 тютюну).
Тютюнові клітини BY-2 є швидкозростаючими рослинними клітинами, які можуть поділятися до 100 разів протягом одного тижня в адекватних  культуральних середовищах і хороших умовах культивування. Цей сорт тютюну зберігається як культура клітин, а саме як суспензійна культура клітин. У культивованих клітинних суспензіях кожна з клітин плаває незалежно в культуральному середовищі. Кожна з клітин має схожі властивості з іншими. Модельна система рослин порівнювана з клітинами HeLa для людських досліджень. Оскільки ця модель є відносно простою й передбачуваною, це полегшує вивчення біологічних процесів і може бути проміжним кроком до розуміння більш складних організмів. Ці клітини використовуються фізіологами рослин і молекулярними біологами як модельний організм. 
Клітини BY-2 використовуються як модельні системи для вищих рослин через їх відносно високу однорідність і високу швидкість росту, показуючи при цьому загальну поведінку рослинної клітини. Різноманітність типів клітин у будь-якій частині природно вирощеної рослини (in vivo) ускладнює дослідження та розуміння деяких загальних біохімічних явищ живих клітин рослин. Транспортування розчиненої речовини до або з клітини, наприклад, важко вивчити, оскільки спеціалізовані клітини в багатоклітинному організмі поводяться по-різному. Культивовані суспензії клітин, зокрема BY-2, забезпечують хороші модельні системи для цих досліджень на рівні однієї клітини і її компартментів, оскільки тютюнові BY-2 клітини ведуть себе дуже аналогічно одна одній. Вплив поводження сусідніх клітин на суспензію не настільки важливий, як в інтактній рослині. В результаті будь-які зміни, що спостерігаються після застосування стимулу можуть бути статистично корельовані й може бути вирішено, чи ці зміни є реакцією на стимул або просто випадковими. Нині клітини BY-2 відносно добре вивчені і часто використовуються в дослідженнях. Ця модель рослинної системи особливо корисна для дослідження поділу клітин, цитоскелету, сигналізації рослинних гормонів, внутрішньоклітинної сигналізації та диференціації клітин.